# Liste des préfets du Rhône

Logo du préfet de la région Auvergne-Rhône-Alpes.

Cet article concerne une liste des préfets du Rhône. Le siège de la préfecture est à Lyon. Depuis le 1er janvier 2015 il est aussi responsable de la métropole de Lyon. Le préfet du Rhône est aussi le préfet de la zone de défense et de sécurité Sud-Est, et de la région Rhône-Alpes devenue la région Auvergne-Rhône-Alpes depuis le 1er janvier 2016.

## Liste des préfets

### Consulat et Premier Empire (An VIII - 1815)
| Période | Période | Identité                             | Fonction précédente | Observation                                                          |
| ------- | ------- | ------------------------------------ | ------------------- | -------------------------------------------------------------------- |
| An VIII |         | Raymond de Verninac-Saint-Maur       |                     |                                                                      |
| An IX   |         | Benoît Georges de Najac              |                     |                                                                      |
| An X    |         | Jean-Xavier Bureau de Pusy           |                     |                                                                      |
| An XIV  |         | Charles Joseph Fortuné d'Herbouville |                     |                                                                      |
| 1810    |         | Pierre-Marie Taillepied de Bondy     |                     |                                                                      |
| 1814    |         | Thomas-Jacques de Cotton,            |                     | préfet provisoire nommé par les autorités autrichiennes d’occupation |
| 1814    |         | Pierre-Marie Taillepied de Bondy     |                     |                                                                      |

### Seconde Restauration (1815-1830)
| Période          | Période | Identité                                              | Fonction précédente                      | Observation |
| ---------------- | ------- | ----------------------------------------------------- | ---------------------------------------- | --- |
| 22 novembre 1814 |         | Christophe de Chabrol de Crouzol                      |                                          | |
| 1815             |         | Jean Joseph Fourier                                   |                                          | |
| 1815             |         | André Pons de l'Hérault                               |                                          | |
| 17 juillet 1815  |         | Christophe de Chabrol de Crouzol                      |                                          | |
| 1817             |         | Albert-Magdelaine-Claude (1772-1857)                  | préfet du Lot (1815), de la Somme (1816) | Comte de Lezay-Marnésia, député du Lot (1816-1820), de Loir-et-Cher (1828), membre de la Chambre des pairs (1835), sénateur du Second Empire ; |
| 1822             |         | Camille Philippe Casimir Marcellin de Tournon-Simiane |                                          | |
| 1823             |         | René de Brosses                                       |                                          | |
| 1830             |         | Jacques-Christian Paulze d'Ivoy                       |                                          | |

### Monarchie de Juillet (1830-1848)
| Période     | Période | Identité               | Fonction précédente | Observation                                 |
| ----------- | ------- | ---------------------- | ------------------- | ------------------------------------------- |
| 1831        |         | Louis Bouvier-Dumolart |                     |                                             |
| 1834        |         | Adrien de Gasparin     |                     |                                             |
| 1835        |         | Jean-Charles Rivet     |                     |                                             |
| 23 mai 1839 |         | Hippolyte Paul Jayr    |                     |                                             |
| 1847        |         | Achille Chaper         |                     |                                             |
| 1848        |         | Emmanuel Arago         |                     | commissaire extraordinaire de la République |

### Deuxième République (1848-1851)
| Période | Période | Identité                              | Fonction précédente | Observation |
| ------- | ------- | ------------------------------------- | ------------------- | --- |
| 1848    |         | Martin Bernard                        |                     | Commissaire extraordinaire de la République et commissaire général dans les départements du Rhône, de la Loire, de la Haute-Loire et de l’Ardèche |
| 1848    |         | Mathurin Amand Ambert                 |                     | |
| 1849    |         | Denis Victor Tourangin                |                     | |
| 1849    |         | Hugues-Iéna Darcy                     |                     | |
| 1849    |         | Charles-Aristide de La Coste-Duvivier |                     | Commissaire extraordinaire dans la 6e division militaire                                                                                          |
| 1851    |         | Louis-Charles-Marie de Vincent        |                     | |

### Second Empire
| Période | Période | Identité                             | Fonction précédente | Observation |
| ------- | ------- | ------------------------------------ | ------------------- | ----------- |
| 1852    |         | Charles-Wangel Bret                  |                     |             |
| 1853    |         | Jean-Claude Marius Magdeleine Vaïsse |                     |             |
| 1864    |         | Julien Théophile Henri Chevreau      |                     |             |

### Troisième République (1870-1940)
| Période        | Période | Identité                      | Fonction précédente  | Observation                           |
| -------------- | ------- | ----------------------------- | -------------------- | ------------------------------------- |
| 1870           |         | Victor Léon Mouzard-Sencier   |                      |                                       |
| 1870           |         | Paul-Armand Challemel-Lacour  |                      |                                       |
| 1871           |         | Marie-Edmond Valentin         |                      |                                       |
| 1872           |         | Ernest Pascal                 |                      |                                       |
| 1872           |         | Jean Joseph Adolphe Cantonnet |                      |                                       |
| 1873           |         | Joseph Ducros                 |                      |                                       |
| 1875           |         | Charles Nicolas Welche        |                      |                                       |
| 1877           |         | de Vallavielle                |                      |                                       |
| 1877           |         | Abel Berger                   |                      |                                       |
| 1879           |         | Louis Oustry                  |                      |                                       |
| 1882           |         | Justin Massicault             |                      |                                       |
| 1886           |         | Jules Cambon                  |                      |                                       |
| 1891           |         | Georges Rivaud                |                      |                                       |
| 1898           |         | Gabriel Le Roux               |                      |                                       |
| 1900           |         | Gabriel Alapetite             |                      |                                       |
| 4 janvier 1907 |         | Charles Étienne Lutaud        | Préfet de la Gironde | Nommé Gouverneur général de l'Algérie |
| 22 mars 1911   |         | Victor Rault                  |                      |                                       |
| 1918           |         | Antoine Joseph Jean Marty     |                      |                                       |
| 1919           |         | Joseph Canal                  |                      |                                       |
| 1923           |         | Fernand Tardif                |                      |                                       |
| 1923           |         | Marie Charles Émile Vallette  |                      |                                       |
| 1932           |         | Achille Villey-Desmeserets    |                      |                                       |
| 1934           |         | Émile Bollaert                |                      |                                       |

### Régime de Vichy sous l'Occupation (1940-1944)
Liste des préfets du Régime de Vichy sous l'Occupation
| Période | Période | Identité                          | Fonction précédente | Observation                               |
| ------- | ------- | --------------------------------- | ------------------- | ----------------------------------------- |
| 1940    |         | Alexandre Angeli, préfet régional |                     |                                           |
| 1944    |         | Édouard Bonnefoy                  |                     | (Claude Dissard, préfet du Rhône délégué) |
| 1944    |         | André Boutemy                     |                     |                                           |

### Quatrième République (1944-1958)
| Période | Période | Identité                       | Fonction précédente | Observation                              |
| ------- | ------- | ------------------------------ | ------------------- | ---------------------------------------- |
| 1944    |         | Henri Longchambon (Yves Farge, |                     | Commissaire de la République Rhône-Alpes |
| 1946    |         | Marcel Grégoire                |                     |                                          |
| 1947    |         | Pierre Bertaux                 |                     |                                          |
| 1949    |         | Pierre Massenet                |                     |                                          |
| 1957    |         | Roger Ricard                   |                     |                                          |

### Cinquième République (depuis 1958)
| Période          | Période          | Identité              | Fonction précédente | Observation                                                                                             |
| ---------------- | ---------------- | --------------------- | --- | --- |
| 2 mai 1966       | 30 octobre 1972  | Max Moulin            | | |
| 30 octobre 1972  |                  | Jacques Pélissier     | Préfet de la region Bretagne, préfet d'Ille-et-Vilaine                                                                 | |
| 20 mars 1974     |                  | Pierre Doueil         | | |
| 19 juin 1978     |                  | Olivier Philip        | Préfet de la region Bretagne, préfet d'Ille-et-Vilaine                                                                 | |
| 1984             | 8 mars 1985      | Jacques Corbon        | | |
| 8 mars 1985      |                  | Gilbert Carrere       | | |
| 1989             | 29 mars 1991     | Jacques Monestier     | | |
| 29 mars 1991     |                  | Paul Bernard          | Préfet de la région Centre, préfet du Loiret                                                                           | |
| 21 mars 1997     | 9 janvier 2004   | Michel Besse          | | Nommé préfet en mission extraordinaire, de l'évaluation de l'action des préfets en poste territorial    |
| 9 janvier 2004   |                  | Jean-Pierre Lacroix   | Préfet de la région Centre, préfet du Loiret                                                                           | Dernier poste avant la retraite                                                                         |
| 21 juin 2007     | 18 novembre 2010 | Jacques Gérault       | | Nommé directeur du cabinet civil et militaire du ministre de la défense et des anciens combattants      |
| 25 novembre 2010 | 5 mars 2015      | Jean-François Carenco | | Nommé préfet de la région Île-de-France, préfet de Paris                                                |
| 5 mars 2015      | 16 février 2017  | Michel Delpuech       | Préfet de la région Aquitaine, préfet de la Gironde                                                                    | Nommé préfet de la région Île-de-France, préfet de Paris                                                |
| 16 février 2017  | 11 octobre 2017  | Henri-Michel Comet    | Préfet de la région Pays de la Loire, préfet de la Loire-Atlantique                                                    | Limogé le 11 octobre 2017 à la suite de l'attaque par arme blanche à la gare Saint-Charles de Marseille |
| 11 octobre 2017  | 17 octobre 2018  | Stéphane Bouillon     | Préfet de la région Provence-Alpes-Côte d'Azur, préfet des Bouches-du-Rhône                                            | Nommé directeur de cabinet du ministre de l'Intérieur                                                   |
| 24 octobre 2018  | 11 janvier 2023  | Pascal Mailhos        | Préfet de la région Occitanie, préfet de la Haute-Garonne                                                              | Nommé coordonnateur national du renseignement et de la lutte contre le terrorisme                       |
| 11 janvier 2023  |                  | Fabienne Buccio       | Préfète de la région Nouvelle-Aquitaine, Préfète de la zone de défense et de sécurité Sud-Ouest, Préfète de la Gironde | |

## Liste des préfets-secrétaires généraux
Depuis la création de la métropole de Lyon au 1er janvier 2015 et afin d'anticiper la création de la nouvelle région Auvergne-Rhône-Alpes composée de 12 départements et d'une métropole à statut de collectivité territoriale et comprenant 7,8 millions d’habitants, le préfet du département chef-lieu de la région est secondé par un secrétaire général qui a également rang de préfet, qui a en outre la charge de la politique relative à l’égalité des chances pour la métropole de Lyon et le département du Rhône.
- 2015 : Gérard Gavory
- 2015 : Xavier Inglebert[29]
- 2017 : Emmanuel Aubry[30]